# Only dreaming/Catch
「only dreaming/Catch」（オンリー・ドリーミング/キャッチ）はV6の37枚目のシングル。2010年9月1日にavex traxから発売された。

## 概要
初回生産限定VISUAL盤（CD+DVD）、初回生産限定MUSIC盤（CD+CD）、通常盤（CDのみ）の3形態でリリース。
初回生産限定MUSIC盤のDISC-2に収録される楽曲はComing Century SPECIAL TRACK、20th Century SPECIAL TRACKとしてまとめられ20th Century、Coming Centuryとしてフィーチャリングした曲と20th Century、Coming Centuryとしての曲を収録。
「only dreaming」は坂本と井ノ原、「Catch」は坂本にソロパートがある。

## チャート成績
シングルはオリコンチャートで1位を獲得。通算23作目の1位となり、4作連続1位となった。

## 収録曲

### CD
※「Crank it up!!」以降、通常盤のみ収録。
1. only dreaming
作詞・作曲：Masaya Sakuta
編曲：Jun Suyama
  - 井ノ原快彦出演 テレビ朝日系ドラマ『新・警視庁捜査一課9係 season2』主題歌
2. Catch
作詞：Hayato Kimura・H.U.B・leonn
作曲：Kazuaki Yamashita
編曲：Cube Juice
  - 「早稲田アカデミー」CMソング
  - TBS系『新知識階級 クマグス』テーマソング
3. Crank it up!!
作詞：KOMU
作曲：Matsu Ymell・Magnes McKenzie・Bruce R.F.Smith
編曲：Taku Yoshioka
4. OK
作詞：mao
作曲：Dr Hardcastle
編曲：e-lect
5. only dreaming（Instrumental）
6. Catch（Instrumental）
7. Crank it up!!（Instrumental）
8. OK（Instrumental）

### DVD
※初回生産限定VISUAL盤のみ
1. only dreaming（Music Video Complete Version）
2. V6 ASIA & JAPAN TOUR 2009-2010 SPECIAL MOVIE [incl. only dreaming LIVE at KOBE]

### 特典CD
※初回生産限定MUSIC盤のみ
1. 12ヶ月 - Coming Century
作詞：Shingo Asari、Rap詞:KOMU、作曲：Masahiko Fukui、編曲:soundbreakers
2. New Day - Coming Century feat. 20th Century
作詞:Mio Aoyama、作曲･編曲：Quadraphonic
3. 小さな恋のおはなし - 20th Century feat. Coming Century
作詞：Sumiyo Mutsumi、作曲･編曲：Cube Juice
4. Sing! - 20th Century
作詞：Kanata Okajima、作曲：Yoji Noi、編曲:Yasutaka Kume

## 収録アルバム
- 『Oh! My! Goodness!』（#1）
- 『SUPER Very best』（#1）
- 『Very6 BEST』（#1,2,4,特典CD#1,2,3）
  - #2,4はあなたのお名前入りスペシャルBOX盤のみ収録。
  - 特典CD#1は初回盤B、あなたのお名前入りスペシャルBOX盤に単曲の音源として収録。
  - 特典CD#2,3はあなたのお名前入りスペシャルBOX盤に単曲の音源として収録。

## テレビ出演
only dreaming
- 『ザ少年倶楽部プレミアム』（2010年9月24日、NHK BSプレミアム）

OK
- 『ザ少年倶楽部プレミアム』（2010年9月24日、NHK BSプレミアム）
テレビ初披露